# Carlos Valenzuela
Carlos Fernando „Chiche” Valenzuela (ur. 22 kwietnia 1997 w Santiago del Estero) – argentyński piłkarz występujący na pozycji skrzydłowego, od 2025 roku zawodnik meksykańskiego Querétaro.